# إليزابيث درو ستودارد
إليزابيث درو ستودارد (بالإنجليزية: Elizabeth Drew Stoddard) (6 مايو 1823، ماتابويسيت في الولايات المتحدة - 1 أغسطس 1902)؛ كاتِبة، شاعرة وروائية أمريكية.

## روابط خارجية
- إليزابيث درو ستودارد على موقع الموسوعة البريطانية (الإنجليزية)